# Radio Taiwan International

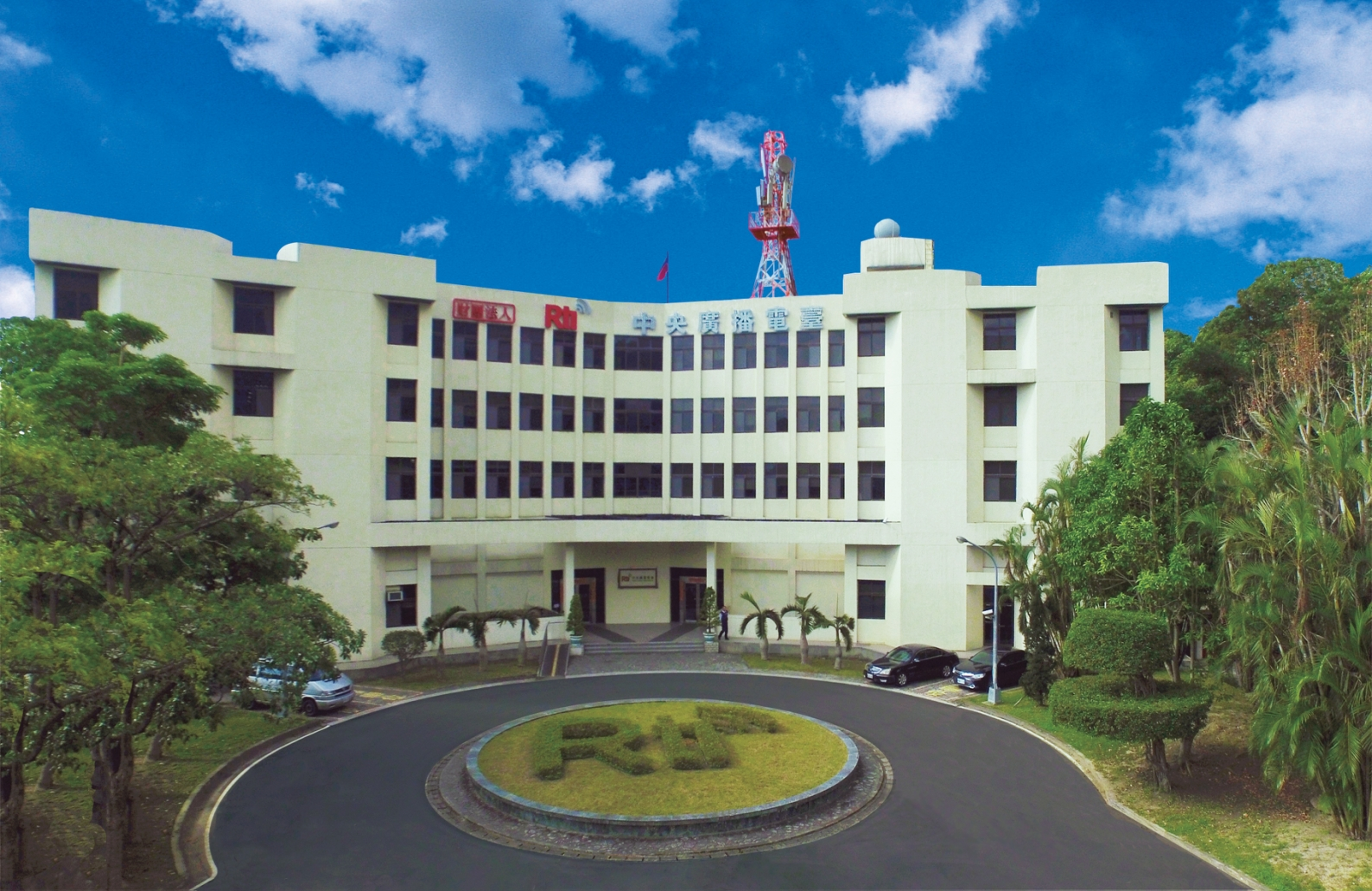
Gebäude von Radio Taiwan International in Taipei (2022)

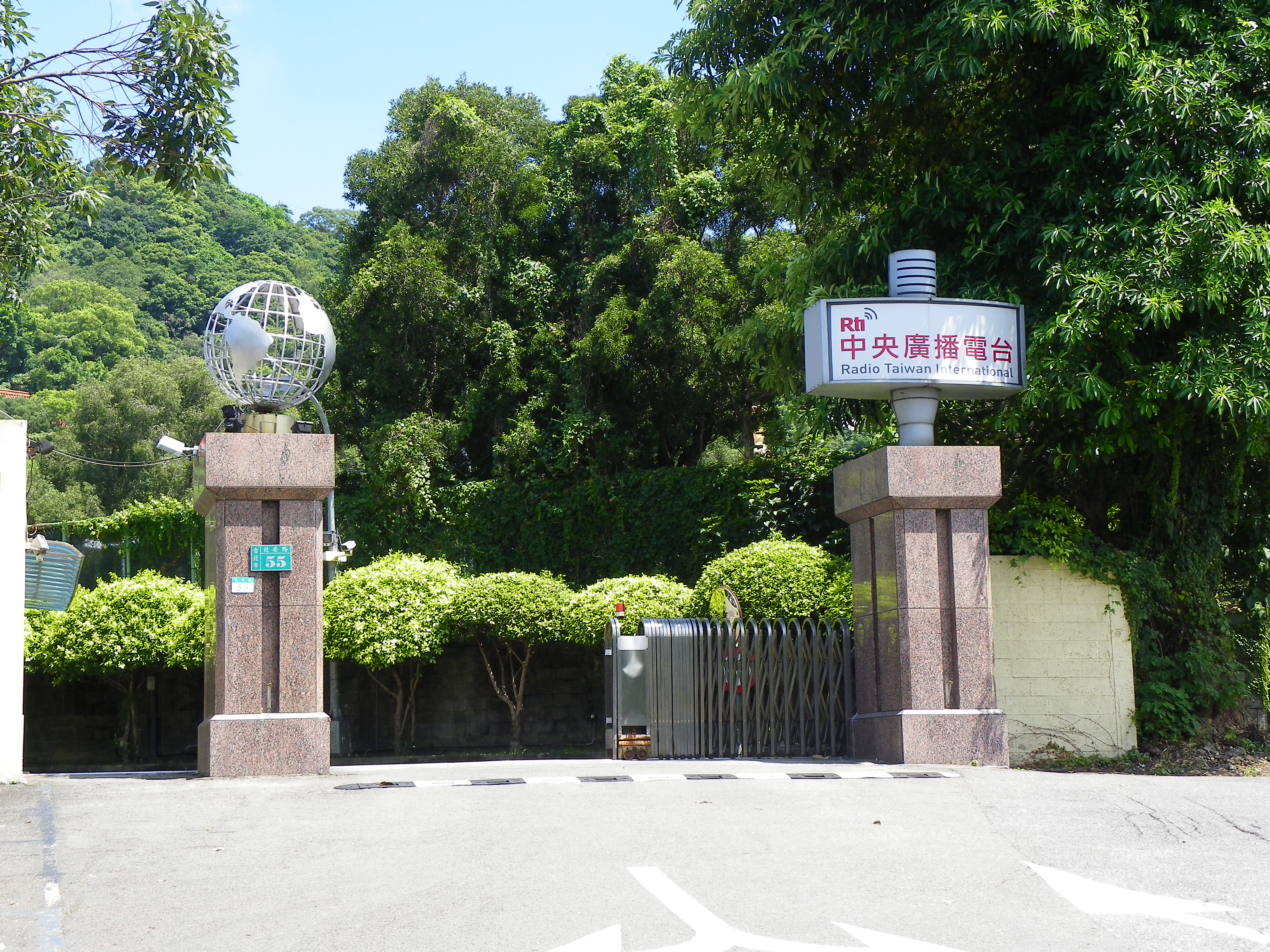
Eingangstor des Senders (2010)

Radio Taiwan International (RTI, chinesisch 中央廣播電臺, Pinyin Zhōngyāng guǎngbō diàntái) ist der Auslandsdienst der Republik China auf Taiwan.

## Geschichte
Radio Taiwan International steht in der Nachfolge des 1928 in Nanjing von der Kuomintang (KMT) gegründeten Central Broadcasting System (CBS) und des früheren Auslandsdienstes Voice of Free China. Beide Stationen fusionierten 1998. Der neue Sender trug zunächst den Namen Radio Taipei International und gab sich 2003 seinen heutigen Namen. Im Gegensatz zu CBS, der als Sprachrohr der KMT im Inland diente, ist RTI heute als öffentlich-rechtliche Rundfunkanstalt für den Auslandsrundfunk zuständig.
Radio Taiwan International sendet derzeit in den folgenden Sprachen: Hochchinesisch (Mandarin), Minnan, Hakka, Kantonesisch, Englisch, Französisch, Deutsch, Russisch, Spanisch, Japanisch, Vietnamesisch, Thai und Indonesisch.

## Das Sendeschema
Zurzeit werden deutschsprachige Sendungen von Radio Taiwan International per Kurzwelle auf der Frequenz 5900 kHz von 19:00 bis 19:30 UTC ausgestrahlt. Hierbei sind die ersten 30 Minuten des Programms auf der Kurzwelle zu hören. Die Übertragungen erfolgen über die Relaisstation in Kostinbrod, Bulgarien.
Der vollständige Zeitplan wurde im März 2021 veröffentlicht und ist auf der Website zu hören. Es gibt ein Update für die mobile App "Voice of Taiwan" von RTI, die Verbesserungen und kleinere Fehlerbehebungen enthält und im Apple Store, bei Google Play oder durch Klicken auf den Link auf der Website des Senders heruntergeladen werden kann.